# 오현숙

오현숙(吳賢淑, 1969년 1월 24일~)은 대한민국의 정치인이다. 제8·9대 전라북도 전주시의회 의원, 제12대 전라북도의회 의원을 역임하였다. 전북특별자치도 김제시 출생이다.

## 학력
- 김제여자고등학교 졸업
- 한국방송통신대학교 농학과 졸업

## 경력
- 민주노동당 전북도당 사무국 국장
- 민주노동당 전북도당 전주시 지역위원회 부위원장
- 전라북도 여성인권지원센터 이사
- 전주의제21 운영위원회 위원
- 전주시 평생학습센터 운영위원회 위원
- 전주시 주거복지센터 운영위원회 위원
- 전주시의회 예산정책연구회 감사
- 2006. 7.~2010. 6. 제8대 전라북도 전주시의회 의원
- 2006. 7.~2008. 7. 제8대 전라북도 전주시의회 전반기 사회복지위원회 위원
- 2006. 7.~2008. 7. 제8대 전라북도 전주시의회 전반기 예산결산특별위원회 위원
- 2008. 7.~2010. 6. 제8대 전라북도 전주시의회 후반기 사회복지위원회 위원
- 2008. 7.~2010. 6. 제8대 전라북도 전주시의회 후반기 복지환경위원회 위원
- 2008. 7.~2010. 6. 제8대 전라북도 전주시의회 후반기 예산결산특별위원회 위원
- 2010. 7.~2014. 6. 제9대 전라북도 전주시의회 의원
- 2010. 7.~2012. 7. 제9대 전라북도 전주시의회 전반기 도시건설위원회 위원
- 2010. 7.~2012. 7. 제9대 전라북도 전주시의회 전반기 예산결산특별위원회 위원
- 2012. 7.~2014. 6. 제9대 전라북도 전주시의회 후반기 도시건설위원회 위원
- 2012. 10. 4. 통합진보당 탈당
- 2022. 7.~ 제12대 전라북도의회 의원
- 2024. 10.~ 정의당 전북특별자치도당위원장

## 역대 선거 결과
|  | 15.40% |

|  | 22.77% |

|  | 25.64% |

|  | 7.23% |

|  | 8.52% |